# 埃米爾·斯帕希奇
埃米爾·斯帕希奇（發音：[ěmir spǎxiːtɕ]；1980年8月18日—）是一位波黑足球運動員。最後效力於德國足球甲級聯賽的漢堡。斯帕希奇在2003年開始為波黑國家足球隊參賽並於2009年成為國家足球隊隊長。2006年2月28日時，斯帕希奇踢進自己在波黑國家隊的首個進球，並在2014年世界杯足球賽，進入波黑國家隊23人名單。

## 早期生涯
斯帕希奇最先效力於澤尼察鋼鐵，之後效力於杜布罗夫尼克、薩格勒布、辛尼克、莫斯科魚雷、莫斯科火車頭、蒙彼利埃、塞維亞、拜耳勒沃庫森。其中，在薩格勒布與拜耳勒沃庫森其間有隨隊打入歐洲冠軍聯賽，而在蒙彼利埃、塞維亞、莫斯科火車頭效力期間，則隨隊打入歐洲聯賽。

## 俱樂部生涯

#### 蒙彼利埃
2009年6月24日，斯帕希奇宣布將加入剛於2009年至2010年球季升級到法甲的蒙彼利埃，在法甲聯賽對上巴黎聖日耳曼其中一場比賽時，斯帕希奇在第94分鐘踢進一球，幫助球隊以1-1逼和巴黎聖日耳曼，另外在對上洛里昂時，也幫助球隊以2-2逼和洛里昂。

#### 塞維亞
2011年7月4日，斯帕希奇同意以2百萬歐元轉會費效力塞維亞到2014年7月，同為國家隊的隊友斯特万诺维奇於2013年1月也轉會至塞維亞。斯帕希奇於2013年1月5日對奧薩蘇納時踢進在塞維亞效力的第一球，最後該場比賽以1-0獲勝。

#### 安郅
2013年2月26日，斯帕希奇離開塞維亞，並被租借到俄羅斯超級聯賽的安郅。在效力期間，於2013年4月14日對伏爾加時，踢進在安郅效力的第一球。

#### 拜耳勒沃庫森
2013年6月28日，斯帕希奇與德甲的拜耳勒沃庫森簽下一個為期兩年的合約。 在2014年2月18日，歐洲冠軍聯賽16強首回合比賽中，斯帕希奇因違規而讓球隊被罰12碼，後來巴黎聖日耳曼以4-0擊敗拜耳勒沃庫森。2014年4月20日在聯賽對戰纽伦堡期間，斯帕希奇在場上梅開二度，踢進他在拜耳勒沃庫森的第1球與第2球，終場比數4-1，拜耳勒沃庫森大勝纽伦堡。
2014年8月30日於聯賽首場對陣柏林赫塔期間，34歲的斯帕希奇接住隊友的一記任意球，並以頭槌方式踢進一球，將原本落後1分的局勢搬平成2-2，勒沃庫森最終以4-2擊敗柏林赫塔，從而確保球隊在本賽季首場不敗的局面。2015年2月14日在主場對陣沃尔夫斯堡期間，斯帕希奇於場上遭罰2張黃牌而被迫下場，當時兩隊比數為4-4，然而沃尔夫斯堡的球員在傷停時間踢進致勝的一球，使得拜耳勒沃庫森最終以4-5不幸落敗。
2015年3月30日，斯帕希奇被國際體育研究中心評為歐洲最佳防守球員，其評分超越當時曼城的马丁·德米凯利斯、多特蒙德的麥斯·曉姆斯、曼聯的克里斯·斯莫林、以及巴黎聖日耳曼的蒂亚戈·席尔瓦。然而在2015年4月12日時，斯柏希奇因為對友人被阻擋在他的更衣室外不滿，直接用頭撞場內保安，導致斯柏希奇被拜耳勒沃庫森解雇。

#### 漢堡
2015年7月5日，斯帕希奇與德甲的漢堡簽下為期一年的合約，加入曾是波黑著名的足球運動員謝爾蓋·巴巴里加盟的球隊，斯帕希奇感謝在其用頭撞保安事件過後，漢堡仍然願意與其簽定合約表達感謝之意。2017年1月3日，斯帕希奇與球隊提前解約。

## 國際賽生涯
斯帕希奇於2003年加入波黑國家足球隊，他首場國際賽事可追溯至2003年6月7日在客場對羅馬尼亞時，當時賽場地在克拉約瓦奧布拉門科球場，而斯帕希奇是以替補身份上場出賽。斯帕希奇的首顆國際賽進球則可以追溯至2006年2月28日，當時波赫在德國多特蒙德與日本進行友誼賽。
在國際賽事上，斯帕希奇一直是重要成員之一，而且他在2009年時還開始擔任波黑國家隊隊長。在2013年9月10日2014年世界盃外圍賽於客場對斯洛伐克時，他助攻給比卡斯錫，協助波黑以2-1擊敗斯洛伐克，並與希臘共同進入2014年世界盃會內賽。
2014年8月7日，斯帕希奇宣布將於國家足球隊退休，但是在斯帕希奇退休後，波黑在9月9日於2016年歐洲國家盃外圍賽第一場盡意外地以1-2輸給當時國際足總排名121的賽普勒斯。迫使波黑國家隊總教練萨费特·苏希奇請求斯帕希奇再重披上國家隊戰袍。斯帕希奇最後在9月22日再度重回波黑國家足球隊，並之後對威爾斯與比利時時為波黑上場。在當時，由於國家隊重要的後衛塞亞德·克拉西納茨因膝蓋受傷而被迫無法上場，使得斯帕希奇必需在對威爾斯與比利時時上場比賽，但在賽前斯帕希奇卻也突然受傷，導致其無法上場出賽。斯帕希奇最後在11月16日於2016年歐洲國家盃外圍賽對以色列時上場，他在那場比賽最後打滿全場，而這是自2014年世界盃對伊朗後，斯帕希奇第二次在場上打滿全場。
2016年5月29日在瑞士聖加侖與西班牙進行友誼賽期間，斯帕希奇為波赫踢進一球，但波赫最終以1-3的比分輸給西班牙，而斯帕希奇同時也在半場結束前與西班牙球員塞斯克·法比加斯發生爭執。

## 個人生活
斯帕希奇是一名穆斯林信徒，他的父親來自桑扎克，母親則來自加茨科，他的父母是後來在杜布羅夫尼克工作時才相遇。埃米爾·斯帕希奇另有2個兄弟，哥哥的名字是内尔明（Nermin），弟弟則是艾倫（Alen），值得一提的是，他的弟弟同時也是一名足球運動員。另外，斯帕希奇與國家隊球員埃丁·哲科是堂表兄弟關係。除了足球以外，斯帕希奇同時熱愛著網球運動，並曾在迪拜、巴塞羅那、蒙彼利埃、巴黎等地參與過現場比賽。大學時期，斯帕希奇就讀於萨拉热窝大学，並主修體育與物理。在語言上，除了母語波斯尼亞語以外，斯帕希奇同時也精通英語、西班牙語、法語、德語、俄語等。

## 生涯統計

### 國家隊
最後更新：2018年5月28日
| 國家隊               | 年   | 出賽 | 入球 |
| -------------------- | ---- | ---- | ---- |
| 波士尼亞與赫塞哥維納 |      |      |      |
| 2003                 | 4    | 0    |      |
| 2004                 | 4    | 0    |      |
| 2005                 | 8    | 0    |      |
| 2006                 | 5    | 1    |      |
| 2007                 | 0    | 0    |      |
| 2008                 | 6    | 1    |      |
| 2009                 | 10   | 0    |      |
| 2010                 | 8    | 0    |      |
| 2011                 | 10   | 1    |      |
| 2012                 | 7    | 0    |      |
| 2013                 | 9    | 0    |      |
| 2014                 | 7    | 0    |      |
| 2015                 | 9    | 0    |      |
| 2016                 | 7    | 3    |      |
| 2017                 | 0    | 0    |      |
| 2018                 | 1    | 0    |      |
| 總計                 | 總計 | 94   | 6    |

### 國家隊進球
入球時比分與結果左邊數字代表波黑
| 入球 | 日期           | 場館                                        | 對手     | 入球時比分 | 結果 | 賽事類型                   |
| ---- | -------------- | ------------------------------------------- | -------- | ---------- | ---- | -------------------------- |
| 1.   | 2006年2月28日  | 德國多特蒙德西格納伊度納公園                | 日本     | 2–1        | 2–2  | 友誼賽                     |
| 2.   | 2008年10月15日 | 波士尼亞與赫塞哥維納澤尼察比利奴普積球場    | 亞美尼亞 | 1–0        | 4–1  | 2010年世界盃外圍賽         |
| 3.   | 2011年11月15日 | 葡萄牙里斯本盧斯球場                        | 葡萄牙   | 2–3        | 2–6  | 2012年歐洲國家盃外圍賽     |
| 4.   | 2016年5月29日  | 瑞士聖加侖AFG競技場                         | 西班牙   | 1–2        | 1–3  | 友誼賽                     |
| 5.   | 2016年9月6日   | 波士尼亞與赫塞哥維納澤尼察比利諾·普爾耶球場 | 爱沙尼亚 | 1–0        | 5–0  | 2018年國際足協世界盃外圍賽 |
| 6.   | 2016年9月6日   | 波士尼亞與赫塞哥維納澤尼察比利諾·普爾耶球場 | 爱沙尼亚 | 5–0        | 5–0  | 2018年國際足協世界盃外圍賽 |

## 外部連結
- 埃米爾·斯帕希奇在 National-Football-Teams.com 上的出场纪录，的存檔，存档日期2019-08-12.（英文）
- 埃米爾·斯帕希奇 – FIFA國際賽競賽紀錄 (存檔)，的存檔，存档日期2019-06-30.（英文）